# Lecointea ovalifolia
Lecointea ovalifolia là một loài thực vật họ Đậu (Fabaceae) chỉ có ở Peru.